# Jasione crispa
Jasione crispa là loài thực vật có hoa trong họ Hoa chuông. Loài này được (Pourr.) Samp. mô tả khoa học đầu tiên năm 1921.